# Österreichischer Squash Rackets Verband
Der Österreichische Squash Rackets Verband (ÖSRV) ist der nationale Sportverband für Squash in Österreich.

## Organisation
Der ÖSRV wurde am 27. August 1978 gegründet und organisiert sowohl nationale Turniere als auch mit der Bundesliga die höchste nationale Liga. Bei internationalen Turnieren in Österreich fungiert der ÖSRV als Co-Ausrichter. Mitglieder des Verbands sind die einzelnen Landesverbände sowie gegebenenfalls landesverbandslose Vereine. Aktuell sind dem ÖSRV sieben Landesverbände zugehörig, die wiederum insgesamt 38 Vereine zählen. Der Verband ist Mitglied in der European Squash Federation und der World Squash Federation. Nachdem der Verband in Wien seinen Sitz hatte, befindet sich dieser nunmehr in Feistritz am Wechsel.

## Nationalmannschaften
Die Österreichischen Squashnationalmannschaften der Herren, Damen und Jugend werden von Heribert Monschein betreut. Die Mannschaften nehmen unter anderem an Welt- und Europameisterschaften teil, die Junioren spielen auf dem Junior Circuit der European Squash Federation.